# Unirea (Călărași)
Unirea é uma comuna romena localizada no distrito de Călăraşi, na região de Muntênia. A comuna possui uma área de  km² e sua população era de 2779 habitantes segundo o censo de 2007.